# Elizabeth Cary
Elizabeth Cary, vicomtesse Falkland, née Tanfield en 1585 et morte en 1639, est une poétesse, dramaturge, traductrice et historienne anglaise. Elle est la première femme connue à avoir écrit et publié une pièce originale en anglais, La Tragédie de Mariam, la Belle Reine des Juifs (en anglais : The Tragedy of Mariam, the Fair Queen of Jewry). Dès son plus jeune âge, elle a été reconnue comme une savante accomplie par les écrivains contemporains.

## Biographie

### Jeunesse
Elizabeth Tanfield naît en 1585 ou 1586 au prieuré de Burford dans l'Oxfordshire et est la seule enfant de Sir Lawrence Tanfield et de son épouse Elizabeth Symondes de Norfolk. Son père, avocat, devient ensuite juge, puis Lord Chief Baron of the Exchequer. Ses parents sont très favorables à l'amour de leur fille pour la lecture et l'apprentissage, qui est si grand que sa mère doit interdire aux serviteurs de donner des bougies à Elizabeth pour lire la nuit.
Quand elle a cinq ans, les parents d'Elizabeth engagent pour elle un instructeur de français. Cinq semaines plus tard, elle parle couramment cette langue. Après avoir excellé en français, elle insiste pour apprendre seule l'espagnol, l'italien, le latin, l'hébreu et le transylvanien, sans instructeur. Son accomplissement en tant qu'érudite a été souligné par Michael Drayton et par John Davies d'Hereford dans des oeuvres qu'ils lui ont consacrées.
À l'âge de quinze ans, son père arrange son mariage avec Sir Henry Cary, qui deviendra plus tard le vicomte Falkland, et épouse Elisabeth parce qu'elle est une héritière. Quand elle emménage dans la maison de son mari, sa belle-mère l'informe Cary qu'il lui est interdit de lire, alors Elisabeth choisit de dédier son temps libre à l'écriture de la poésie.
Ce n'est que sept ans après leur mariage que Lord et Lady Falkland eurent des enfants; ils en eurent onze au total : Catherine, (1609–1625), Lucius (1610–1643 qui deviendra le second Vicomte Falkland), Lorenzo (1613–1642), Anne (1614–1671), Edward (1616–1616), Elizabeth (1617–1683), Lucy (1619–1650), Victoria (1620–1692), Mary (1621–1693), Henry (1622–date de mort inconnue) et Patrick (1623–1657).
En 1622, son mari est nommé Lord Deputé d'Irlande et Elizabeth Cary le rejoint à Dublin. Là, elle socialise avec d'éminents catholiques locaux et des écrivains catholiques patronnés, ce qui peut avoir contribué à sa conversion au catholicisme.
Cinq de ses enfants (Anne, Elizabeth, Lucy, Mary et Henry) finiront par rejoindre l'église au cours de leur vie.

### Conversion au catholicisme
En 1625, Elizabeth Cary est déshéritée par son père juste avant sa mort pour avoir utilisé une partie de son douaire pour tenter de renforcer financièrement son mari, qui avait eu du mal à payer ses terres en Irlande. L'argent qui lui était initialement destiné fut légué à son fils aîné, Lucius, qui avait des dettes. Cette même année, Elisabeth rentre d'Irlande et annonce publiquement sa conversion au catholicisme en 1626, ce qui aboutit à une tentative de divorce de la part de son mari, sans succès, bien qu'il lui ait refusé l'accès à leurs enfants. Malgré plusieurs ordonnances du Conseil privé, il lui refuse une pension alimentaire dans un effort apparent pour la forcer à se rétracter.

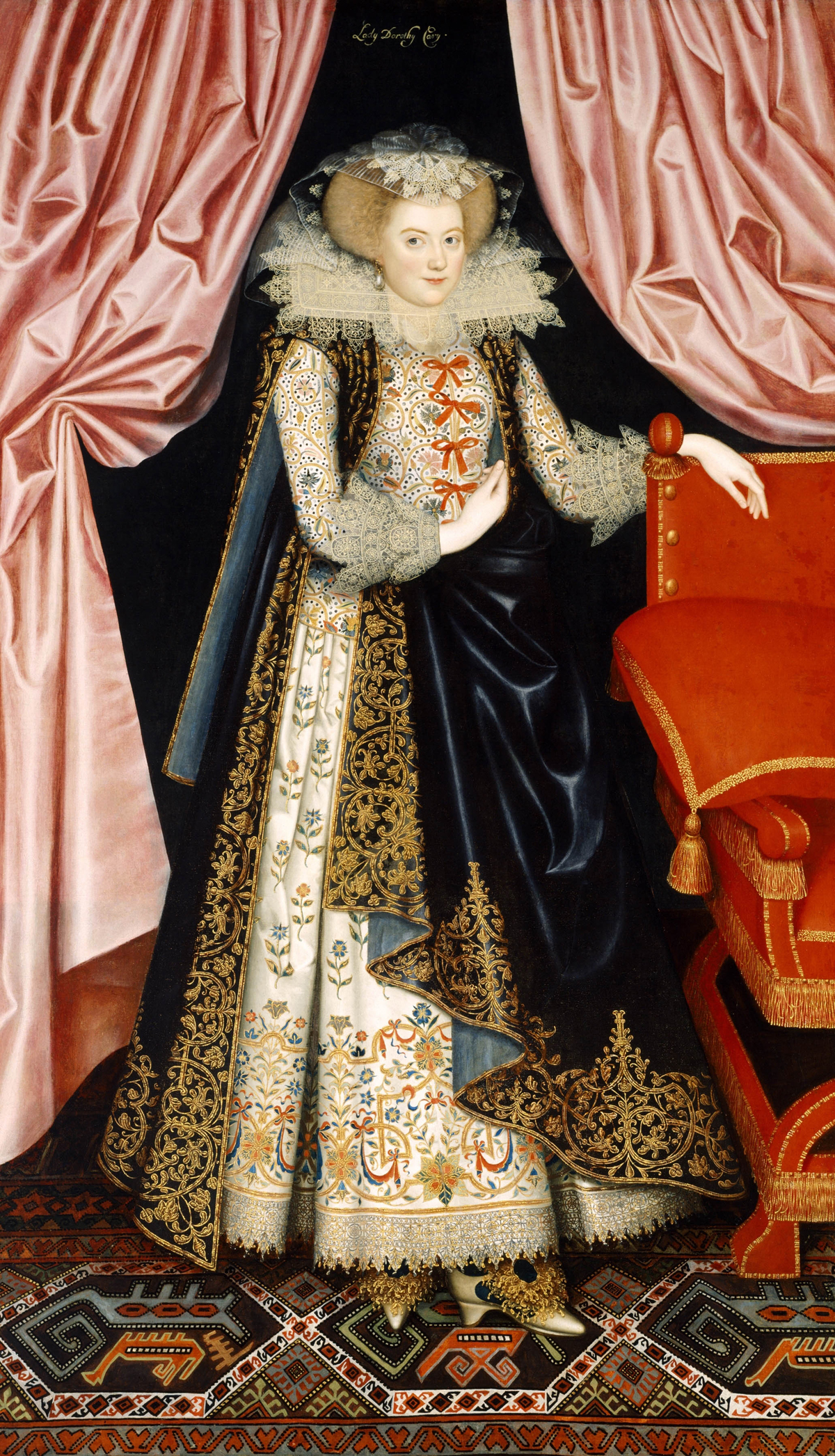
Probablement Elizabeth Cary par William Larkin.

Son mari meurt en 1633 et elle cherche à récupérer la garde de ses enfants. Elle est interrogée à la Chambre étoilée pour avoir enlevé ses fils (elle avait auparavant, et plus facilement, obtenu la garde de ses filles), mais bien qu'elle ait été menacée d'emprisonnement, il n'y a aucune trace de sentence. En 1634, Elizabeth, Mary, Lucy et Anne Cary sont converties à la foi catholique par John Fursdon qui est le confesseur de leur mère. Lord Edward Barrett, le rapporte au roi Charles Ier qui décide que les quatre filles soient retirées de la maison de leur mère et emmenées à Great Tew, village dont venait d'hériter son fils Lucius en devenant vicomte Falkland.
Elizabeth Cary est une lectrice avide et secrète dès son plus jeune âge, en partie à cause de sa tentative de comprendre le protestantisme. Une partie de sa compréhension des textes religieux est directement influencée par sa compréhension de la littérature. Une fois pleinement en phase avec le catholicisme, elle se consacre à guider ses enfants vers l'église catholique romaine en « ouvrant des canaux pour Dieu et des chemins pour ses enfants, mais en s'assurant de ne pas bloquer la route en flânant elle-même au milieu de celle-ci ». Sa fille aînée, Catherine, rapporte une apparition de la Vierge Marie sur son lit de mort. Cette révélation émeut profondément Elisabeth Cary et la renforce dans sa volonté de convertir tous ses enfants, car Catherine était encore protestante au moment de sa mort. À la fin de sa vie, cette mission est partiellement réussie: quatre de ses filles sont devenues des religieuses bénédictines et un de ses fils a rejoint la prêtrise.
En 1639, Elizabeth Cary, Lady Falkland, meurt à Londres. Elle est enterrée dans la chapelle Henrietta Maria à Somerset House.

## Carrière littéraire
Selon la biographie rédigée par sa fille Lucy, Elizabeth Cary considérait la poésie comme la forme littéraire la plus noble. Beaucoup de ses poèmes ont été perdus au fil du temps, mais son dévouement à la poésie est évident dans ses pièces de théâtre. Sa première (ou peut-être sa deuxième) pièce, The Tragedy of Mariam, the Fair Queen of Jewry (1613) a été écrite en pentamètre iambique avec l'utilisation de couplets partout ainsi que l'utilisation de l'ironie. Le changement de motif et de schéma de rimes montre plusieurs sonnets tout au long de la pièce et l'ironie est un élément traditionnel du sonnet. La Tragédie de Mariam était progressive pour l'époque car c'était la première pièce originale en anglais à être publiée par une femme.
Elizabeth Cary a ensuite écrit The History of the Life, Reign, and Death of Edward II (L'histoire de la vie, du règne et de la mort d'Édouard II) (1626/1627), une fable politique basée sur des faits historiques, qui n'a pas été publiée avant 1680, longtemps après sa mort. Le texte utilise l'histoire du Roi Edward II et de ses favoris puissants Gaveston et Spencer comme une analogie avec le roi Charles qui, dans les années 1620, était en conflit avec le parlement à propos du pouvoir qu'il avait accordé au Duc de Buckingham. Elisabeth Cary était régulièrement en contact avec le duc de Buckingham et sa famille, ainsi écrire The History pourrait avoir été sa manière de faire face au fait de devoir constamment dépendre de Buckingham et sa famille. Elle se concentre sur le thème du favoritisme tout au long de la pièce et sur la façon dont cela peut conduire à des résultats désastreux. En dehors de ces œuvres, la plupart des écrits d'Elisabeth Cary ont été perdus et en particulier pratiquement toute sa poésie.

## Œuvres
- Le Miroir du Monde (en anglais : The mirror of the world), une traduction du Theatrum Orbis Terrarum d'Abraham Ortelius, 1598
- La Tragédie de Mariam, la belle Reine des Juifs (en anglais : The Tragedy of Mariam, the Fair Queen of Jewry), publié en 1613
- Réponse du très illustre cardinal de Perron (en anglais : The Tragedy of Mariam, the Fair Queen of JewryReply of the most Illustrious Cardinal of Perron), 1630
- L'histoire de la vie, du règne et de la mort d'Édouard II(en anglais : The History of the Life, Reign and Death of Edward II), ou ou l'histoire du prince le plus infortuné, le roi Édouard II(en anglais : The History of the most Unfortunate Prince, King Edward II), publié en 1680